# Aphonopelma mooreae
Aphonopelma mooreae är en spindelart som beskrevs av Smith 1995. Aphonopelma mooreae ingår i släktet Aphonopelma och familjen fågelspindlar. Inga underarter finns listade i Catalogue of Life.